# Французька увертюра
Французька увертюра (фр. l'ouverture française, від лат. apertura — «відкриття», «початок») — тип увертюри, що утворився в другій половині XVII століття поряд з італійською увертюрою.
У XVII столітті для цього типу увертюри принципова наявність контрасту двох різнохарактерних частин: повільно / швидко (А—B), що є двочастинною формою, або формою «біпартіти». У зв'язку з цим реприза (нерідко скорочена) першої частини не має самостійного значення, будучи, по суті, розділом другої частини. Вона може займати кілька тактів або зовсім бути відсутньою.

## Історія
Церковна соната (італ. sonata da chiesa) і рання венеціанська увертюра були попередниками французької увертюри, що уперше з'явилася в балеті Ж. Б. Люллі «Альцідіана» (1658). В цьому творі увертюра має чітку двочастинну структуру, без репризи першої частини.
Однак, як зауважує французький дослідник Анрі Прюньєр, вже в музиці до балету «Хворий Амур» (Amor malato, 1657), зокрема в увертюрі, Люллі вже показує композиторську винахідливість у роботі з моделлю: «[ця увертюра] є етапом у формуванні класичної моделі французької увертюри <…> Уперше друга частина написана тридольним розміром». Першим зрілим зразком нової увертюри у Люллі Прюньєр вважає скомпонований ним вступ до опери Франческо Каваллі «Ксеркс», вперше представленої 22 листопада 1660 року в Парижі. У цій увертюрі Люллі робить особливий акцент на імітаційну техніку, як би доводячи італійцеві Каваллі, що і він теж вміє складати в поліфонічній манері.
Усі подальші увертюри Люллі, написані для балетів і опер, створювалися на основі знайденої ним моделі. Іноді друга частина увертюри у Люллі ставала тривалішою і насиченою, унаслідок включення діалогу (концертування) струнного тріо і tutti.
Розвиток французької увертюри після Люллі виявив прагнення до посилення тематичних зв’язків між увертюрою і подальшою дією, з одного боку, і освоєння більшої кількості засобів виразності — з іншого (наприклад, у музиці Ж. Ф. Рамо).

## Особливості
Для першої частини (А) характерний дводольний розмір і повільний темп (наприклад, Grave), характер музики при цьому урочисто-піднесений. Відмітною рисою тематизму є наступна ритмічна формула:
Щодо інтерпретації цього ритму в бароковій музиці велася тривала полеміка серед виконавців. Даний ритм є важливою відмінністю від венеціанської увертюри. Перша частина закінчується домінантовим кадансом, після чого йде реприза.

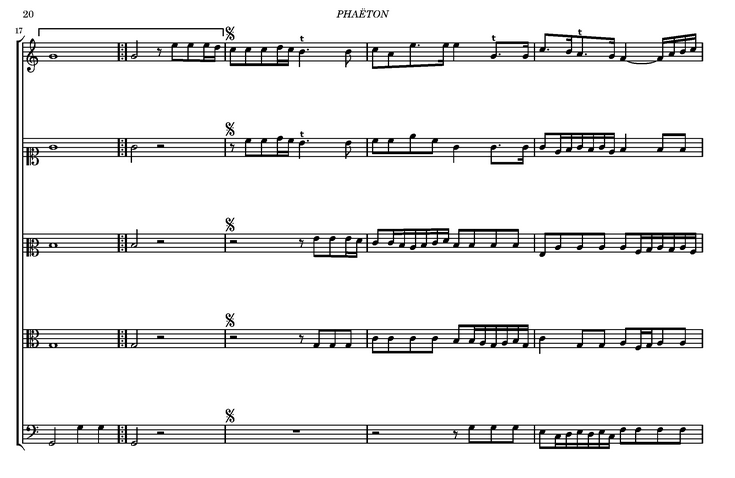
початок другої частини увертюри до опери «Фаетон» (1683), Люллі

Друга частина (B) може бути написана в тридольному (наприклад, увертюра до комедії-балету «Міщанин у дворянстві» Люллі) або дводольному розмірі. Темп — рухливий. Початок другої частини звичайно має імітаційний характер (як показано на прикладі з «Фаетона» Люллі).
Фактура другої частини переважно поліфонічна, а тематизм схиляється до секвенцій. Тематичний матеріал у другій частині може ґрунтуватися на першій. Зазвичай друга частина також має знак репризи. Інколи завершенням другої частини є повільний розділ, що іноді являє собою репризу першої частини, а іноді — самостійний за тематизмом.
Йоганн Маттезон пише про другу частину увертюри:

…[друга частина] увертюри складається з блискучих тем, створених вільною винахідливістю композитора, яка може бути строгою чи довільною фугою, однак часто може бути простою і в той же час жвавою імітацією. Більшість французьких увертюр закінчуються коротким розділом Lentement, що йде після Allegro або серйозним закінченням. Однак, здається, що ця мода знайде мало прихильників.
Оригінальний текст (нім.)
Der andere Theil bestehet in einem nach der freyen Invention des Componisten eingerichteten brillirenden Themate, welches entweder eine reguliere oder irreguliere Fuge, bißweilen und mehrentheils auch nur eine blosse aber lebhaffte Imitation seyn kan. Die meisten Frantzösischen Ouverturen schliessen nach dem Allegro, oder anderen Theile der Ouverture, wiederum mit einem kurtzen Lentement, oder ernsthafften Satze; allein es scheinet daß diese Façon nicht viel Adhaerenten finden will.

Повільний завершальний розділ другої частини насправді характерний не для кожного композитора. Наприклад, він рідко зустрічається у німецького композитора епохи бароко Георга Муффата. Учень Люллі, Муффат був одним із тих, хто переніс форму французької увертюри в інструментальні сюїти та опублікував під загальною назвою «Florilegium Primum» (Аугсбург, 1695) і «Florilegium Secundum» (Пассау, 1698). Таким чином, французький стиль почав поступово поширюватися за межами Франції.

## Поширення
Музика Люллі і струнні ансамблі, що виконували його твори стали надзвичайно популярними в Німеччині другої половини XVII століття. Німецьких музикантів відрядили в Париж для навчання стильовим особливостям гри на струнних інструментах і знайомства з новою музикою. Шанувальники французького стилю в Німеччині отримали прізвисько «люллістів». На рубежі XVII—XVIII століть багато німецьких композиторів засвоїли елементи французького стилю, склавши інструментальні сюїти, у яких неодмінно була присутня увертюра:
| Композитор           | Назва твору |
| -------------------- | --- |
| Філіп Генріх Ерлебах | VI Ouvertures begleitet mit ihren darzu schicklichen airs, nach französischer Art und Manier eingerichtet (Нюрнберг, 1693)          |
| Георг Муффат         | Florilegium Primum (Аугсбург, 1695) і Florilegium Secundum (Пассау, 1698)                                                           |
| Йоганн Йозеф Фукс    | Concentus musico-instrumentalis, enthaltend sieben Partiten und zwar, vier Ouverturen, zwei Sinfonien, eine Serenade (Відень, 1701) |
| Агостіно Стеффані    | Sonate da camera à tre (Амстердам, бл. 1705)                                                                                        |

Серед спадщини Георга Філіпа Телемана, збереглися до нашого часу 135 інструментальних сюїт, в яких Телеман активно розробляв форму французької увертюри, експериментуючи над нею.

### Йоганн Себастьян Бах
Французький стиль і, зокрема, французька увертюра знайшли своє відображення і в музиці Йоганна Себастьяна Баха. Написана на початку XVIII століття клавішна сюїта Фа мажор (BWV 821) починається французькою увертюрою у формі біпартіти (без повільного завершального розділу). Серед клавішних творів Баха є також Партита сі мінор зі збірки Clavier-Übung II (BWV 831), яка відкривається французькою увертюрою. У ній зображена особливість, про яку писав Маттезон, де друга частина є триголосною фугою.
З французької увертюри починаються всі чотири оркестрові сюїти (BWV 1066—1069).
Серед бахівських кантат французька увертюра також зустрічається, наприклад, у кантатах O Ewigkeit, du Donnerwort BWV 20 та Unser Mund sei voll Lachens BWV 100.
Крім Німеччини, французька увертюра зустрічалась в Англії. Наприклад, опера «Дідона і Еней» Р. Перселла відкривається французькою увертюрою.